# Kur (mythologie)
Kur was in de Akkadische mythologie een monsterlijke draak met geschubd lichaam en grote vleugels. Kur vertegenwoordigde als personificatie de lege oerruimte tussen de oeroceaan en de manifeste wereld. Het vertegenwoordigde aldus ook de dood, of de "rivier van de dood" (zoals de Styx). Mogelijk werd Kur ook als een Anunnaki beschouwd, als broer van Eresjkigal, Enki en Enlil.
Eresjkigal sprak tot Kur toen ze hem in de onderwereld geïsoleerd vond:

Ik ben niet bang van u. Van geen een van u, zei ze luidop en meende het. ‘Gij zijt mijn halfbroer, Kur, en dat zijn ook de donkere kleintjes. En ik voel hoe dan ook dat er schoonheid in u allen huist, ook al hebt u en de anderen geen ogen om te zien. Duik in uw essentie, broeder, zoek het zaad dat u voortbracht en u, mij en alles tot zijn bracht. Ook ik kom van het zaad. Daar zult ge vinden wat ons verenigt, wat ons een van soort maakt met het Ene dat alle soorten is.

KUR, als woord, kan ook naar allerlei andere dingen verwijzen.  Spijkerschrift KUR betekent historisch "bergheuvel" maar verschoof in betekenis tot "land" in het algemeen. Het wordt als determinant voor de naam van staat of koninkrijk geplaatst.